# ナガバハリフタバ
ナガバハリフタバ Spermacoce remota Lam. はアカネ科の小柄な草。対生する葉の付け根に小さな白い花を多数つける。世界の熱帯地方に分布し、日本では沖縄に帰化している。

## 特徴
1-2年生の草本。茎は倒れ伏して伸びるか斜めに立ち、根元で枝を分けて伸び、高さ20-40センチメートルに達する。全体に無毛、またはほぼ無毛である。茎は断面が四角形をしている。葉は対生で、長楕円状披針形で長さは1.5-2.5センチメートル、葉質は薄くてなめらかで先端は尖っている。托葉は櫛の歯状に裂けている。
花は多数が葉脇に束になってつく。萼は緑色で長さ1.5ミリメートル。花冠は長さ1.2ミリメートル、ほとんど基部まで裂けている。花冠は4裂して白であるが、ただし時に裂片の先端がわずかに紅色を帯びることがある。
なお、和名としては初島(1975)はナガバハリフタバムグラを採っている。なおこの書でも属名はハリフタバ属となっている。

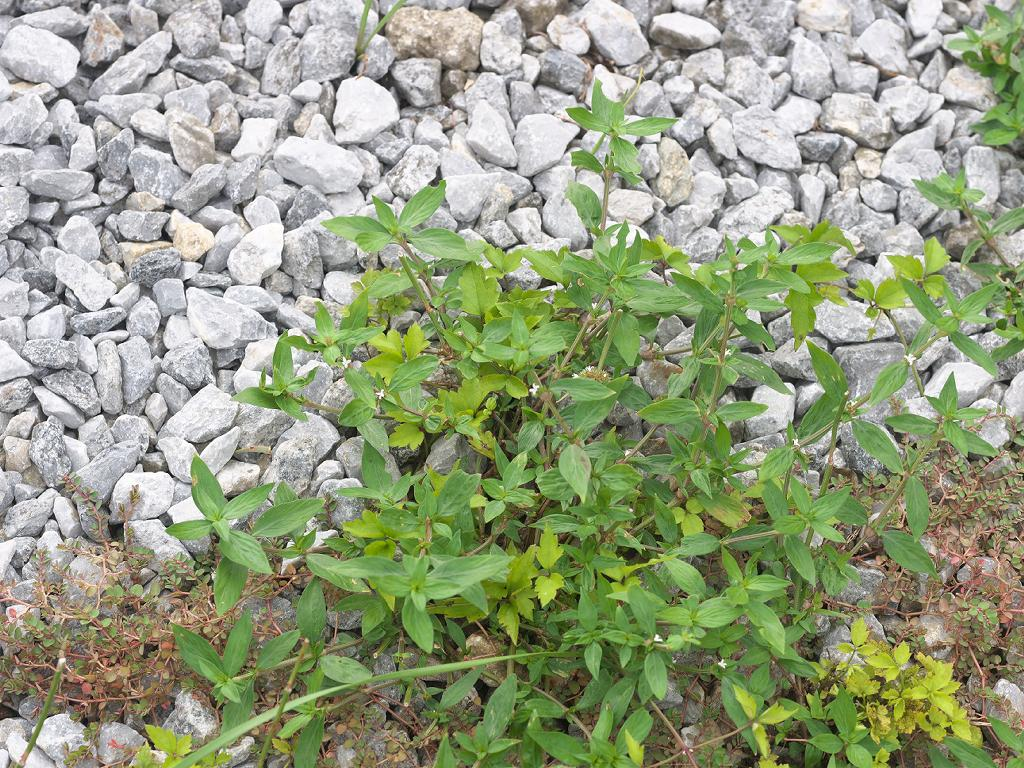
全体の姿
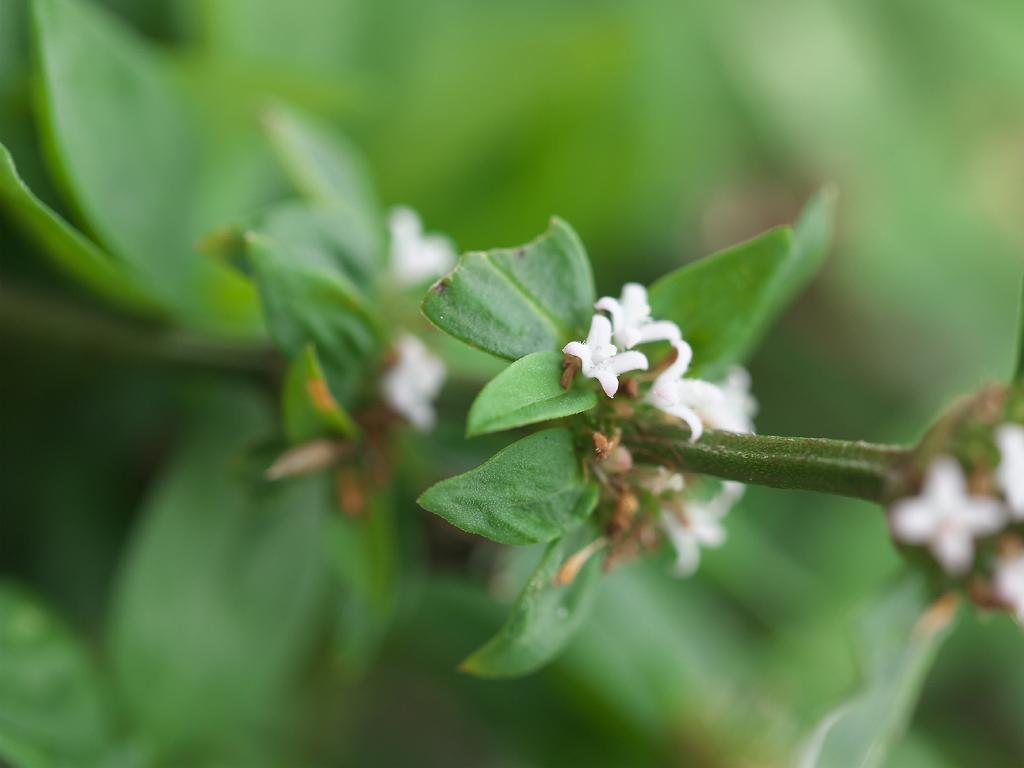
葉腋の花序
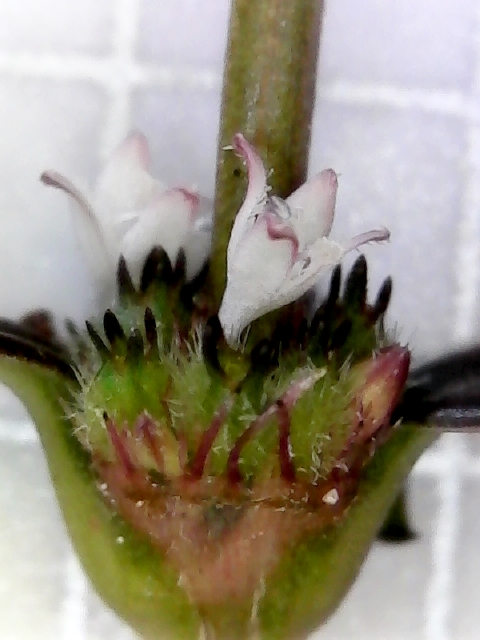
花序の拡大像
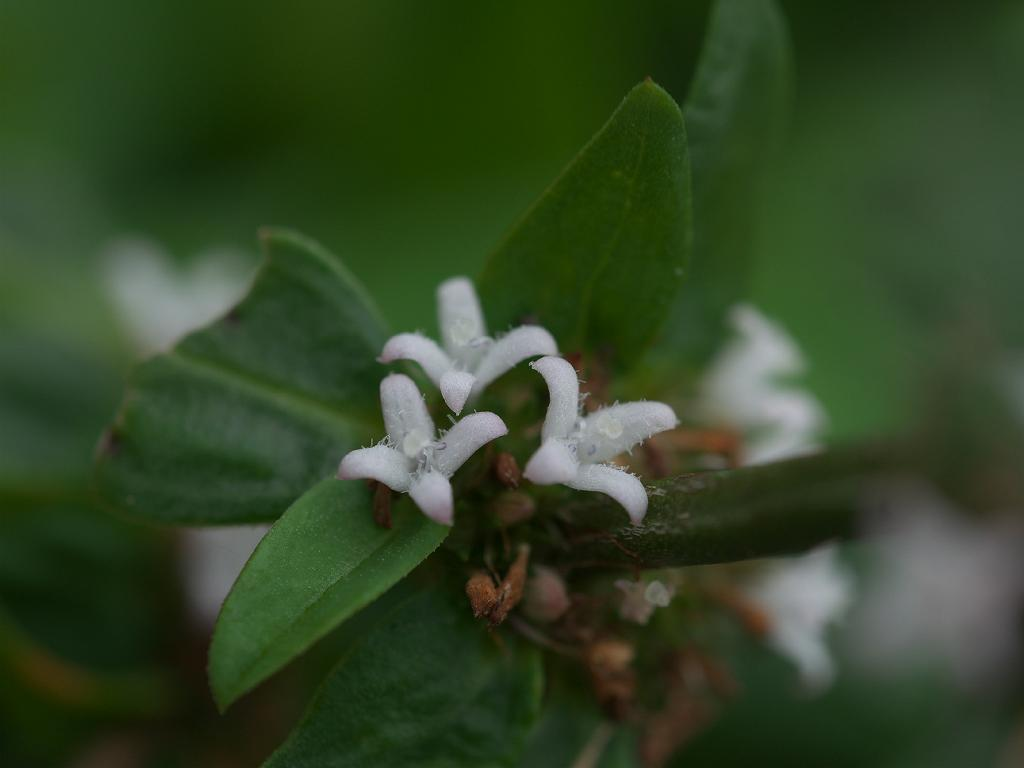
花の拡大像

## 分布と生育環境
熱帯アジア、マレーシア、ミクロネシア、アフリカなどに分布し、日本では沖縄に戦後に帰化した。原産地は熱帯アメリカとされる。
海岸近くの荒れ地でよく見られる。

## 分類
本種の属するハリフタバ属には世界の暖帯から亜熱帯域に約250種が知られ、日本では在来種としてはハリフタバが南西諸島の石垣島と大東諸島から知られ、本種とは花がかなり大きく(花冠が長さ5ミリメートル)、全体に粗い毛があることで区別できる。